# Nobre Vagabundo
"Nobre Vagabundo" é uma canção composta por Marcio Mello e que ficou conhecida pela interpretação da cantora brasileira Daniela Mercury, gravada para seu quarto álbum de estúdio, Feijão com Arroz (1996).

## Composição
A faixa inicia-se unicamente com a voz da cantora, que é seguida por um samba reggae romântico complementado por uma guitarra havaiana/caribenha. Mercury "brinca" com as notas musicais em oitavas, no grave e no agudo, pedindo: "perdoa, meu amor, esse nobre vagabundo".

## Recepção crítica
A revista britânica The Beat disse que joias como "Nobre Vagabundo" completam o repertório do que é definitivamente o álbum mais maduro de Mercury. Já a brasileira Veja declarou que a faixa era uma candidata a hit do álbum. Howard J. Blumenthal, escritor do livro The World Music CD Listener's Guide, completou dizendo que o solo vocal sem acompanhamento da cantora era "impressionante".

## Vídeo musical
O vídeo musical acompanhante de "Nobre Vagabundo" foi dirigido por Gringo Cardia, e gravado na primeira semana de outubro de 1996. No clipe, reproduz-se um capinzal no estúdio, mostrando a cantora em um "ambiente Rock in Rio 1, com vários figurantes com lama, além de trios elétricos de Salvador. Inicialmente, a gravadora de Mercury ficou indecisa se o vídeo iria ser exibido com exclusividade pelo Fantástico, da Rede Globo, ou pela MTV. Por fim, optou-se pela última, estreando em 27 de outubro de 1997 pela MTV. Mercury levou um prêmio pelo vídeo musical de "Nobre Vagabundo" no Video Music Brasil 1997, por "Melhor fotografia de videoclipe".

## Apresentações ao vivo
Mercury apresentou a canção na maioria de suas turnês, além do Rock in Rio III em 2001 com sua Turnê Sol da Liberdade, e no Rock in Rio Lisboa em 2004, com a Turnê Carnaval Eletrônico.

## Prêmios e indicações
| Ano  | Prêmio                 | Categoria                | Resultado |
| ---- | ---------------------- | ------------------------ | --------- |
| 1997 | MTV Video Music Brasil | Videoclipe de Pop        | Indicado  |
| 1997 | MTV Video Music Brasil | Fotografia em Videoclipe | Venceu    |